# Oreodytes rhyacophilus
Oreodytes rhyacophilus is een keversoort uit de familie waterroofkevers (Dytiscidae). De wetenschappelijke naam van de soort is voor het eerst geldig gepubliceerd in 1985 door Zimmerman.